# Esdras Rangel
Esdras Azhael Rangel Romero (ur. 31 lipca 1977 w mieście Meksyk) – meksykański piłkarz występujący na pozycji bramkarza.

## Kariera klubowa
Rangel pochodzi ze stołecznego miasta Meksyk i jest wychowankiem tamtejszego zespołu Pumas UNAM. W meksykańskiej Primera División zadebiutował za kadencji szkoleniowca Luisa Floresa – 3 listopada 1996 w wygranym 6:2 meczu z Toros Neza. W pierwszej drużynie Pumas spędził osiem lat, jednak przez niemal cały ten czas pozostawał rezerwowym dla bardziej doświadczonego Sergio Bernala. Regularnie bronił jedynie w rozgrywkach 2002/2003, lecz rozwój jego kariery zablokowała kontuzja. W sezonie Clausura 2004 wywalczył z prowadzoną przez Hugo Sáncheza ekipą Pumas mistrzostwo Meksyku, nie występując wówczas w żadnym ligowym meczu. Latem 2004 przeszedł do Jaguares de Chiapas, w którego barwach nie rozegrał ani jednego meczu i występował głównie w drugoligowej filii klubu – Petroleros de Salamanca. Karierę piłkarską zakończył w wieku 30 lat i zajął się trenowaniem bramkarzy w drużynach juniorskich Jaguares.

## Kariera reprezentacyjna
W 1997 roku Rangel znalazł się w składzie reprezentacji Meksyku U-20 na Młodzieżowe Mistrzostwa Świata w Malezji. Był wówczas rezerwowym bramkarzem kadry, pełniąc funkcję alternatywy dla Alexandro Álvareza i nie rozegrał ani jednego meczu, za to prowadzeni przez selekcjonera José Luisa Reala Meksykanie odpadli w 1/8 finału.